# Pygopleurus cyaneoviolaceus cyaneoviolaceus
Pygopleurus cyaneoviolaceus cyaneoviolaceus es una subespecie de coleóptero de la familia Glaphyridae.

## Distribución geográfica
Habita en Turquía.